# Ich lebte wie Eva
Ich lebte wie Eva (Originaltitel: How I Lived As Eve) ist ein US-amerikanisch-brasilianischer Spielfilm in Farbe aus dem Jahr 1963 von Zygmunt Sulistrowski. Dieser hatte auch – zusammen mit Georg Lafayette – das Drehbuch verfasst. Die Außenaufnahmen entstanden in Brasilien. Seine bundesdeutsche Kinopremiere hatte der Streifen am 29. November 1963.

## Handlung
Der Millionär Pinkerton will in seinem brasilianischen Inselparadies ein großes Einkaufszentrum errichten. Als Professor Rollins ihm diesen Plan ausreden will, schlägt ihm Pinkerton eine Wette vor: Sollte es ihm gelingen, mit einer Gruppe seiner Studenten 90 Tage ohne alle Annehmlichkeiten der Zivilisation auf der Insel zu verbringen, schenke er ihm den Grund und Boden. Unter der Führung des urwaldkundigen Jeff Martin bringt ein Flugzeug die Gruppe nach Rio de Janeiro. Dann geht es mit einem Motorboot weiter zu der Insel. Nahezu unbekleidet hausen die jungen Leute in selbstgebauten Hütten aus Palmblättern. Während die Frauen wilde Früchte einsammeln, gehen die Männer mit Speeren sowie Pfeil und Bogen auf die Jagd. Zum liebsten Zeitvertreib der Gruppe gehört allerdings, in der schäumenden Brandung unter einem Wasserfall zu baden und miteinander zu flirten.
Es läuft aber nicht alles glatt auf dem Eiland. Eines Tages stürzt Yvette von einem Felsen und verletzt sich schwer. Jetzt ist guter Rat teuer. Die Insulaner überlegen, ob sie mit dem Funkgerät, das ihnen für Notfälle überlassen worden ist, Hilfe anfordern sollen. Dies hätte allerdings zur Folge, dass sie die Insel abschreiben müssten. Plötzlich aber taucht in der Ferne ein Motorboot mit dem Abholkommando auf. Die 90 Tage sind um; die Wette ist gewonnen.

## Quelle
Programm zum Film: Illustrierte Film-Bühne, Vereinigte Verlagsgesellschaften Franke & Co., München, Nr. 6667

## Kritik
Das Lexikon des internationalen Films hält nicht viel von dem Streifen: „Vorwand für einen ebenso langweiligen wie vorsichtig-spekulativen Nudistenfilm mit einer an den Haaren herbeigezogenen Spielhandlung.“